# Giant Gonzales
Jorge González, mer känd som "Giant" eller "El Gigante" González, född 31 januari 1966 i El Colorado i  Formosa i Argentina död 22 september 2010 i General José de San Martín i Chaco, var en argentinsk basketspelare, fribrottare och skådespelare. Han var med sin längd på 235 centimeter en av världens längsta fribrottare.

## Basketkarriären
Jorge González spelade basket i den högsta ligan i Argentina och  det argentinska herrlandslaget i basket mellan 1985 och 1988. Han blev den förste argentinske spelaren som  draftats av en NBA-klubb år 1988 när han draftades i tredjerundan av Atlanta Hawks. Han lyckades inte i ligan och efter en knäskada blev han tvungen att sluta med basketen, men blev senare assisterande tränare till det argentinska topplaget Belgrano San Nicolás.

## Wrestlingkarriären
År 1989 erbjöd Atlantas ägare Ted Turner González jobb som wrestlare på WCW. Efter ett års träning, debuterade González som El Gigante den 19 maj 1990. Annonsörerna överdrev  hans längd till nästan åtta fot (244 cm) och kallade honom världens längsta wrestlare, en titel som rätteligen tillhör Max Palmer. Han brottades bland annat med Ric Flair om världsmästartiteln och medverkade i den ökända 'Chamber Of Horrors'-matchen 1991 men blev aldrig någon publikfavorit.
Efter en kort period hos New Japan Pro Wrestling, hamnade han år 1992 i WWE där han  brottades under namnet Giant Gonzalez och blev det stora samtalsämnet på Royal Rumble. På WrestleMania IX besegrades han av Summerslam och gav år 1993 upp wrestlingkarriären.  Hans sista TV-sända match blev en royal rumble-liknande tillställning, battle royal, om WWE:s interkontinentaltitel på Monday Night RAW i september 1993.

## Filmkarriären
I samband med wrestlingkarriären fick González flera TV- och filmroller och var bland annat med i ett avsnitt av Baywatch samt två avsnitt av TV-serien Hercules: The Legendary Journeys. Han var även med i första versionen av Hulk Hogans mindre framgångsrika actionserie Thunder in Paradise.

## Privatliv
Efter sju år i USA återvände González år 1995 till sin födelsestad El Colorado, där han levde ensam och barnlös samt mestadels rullstolsburen på grund av  svår diabetes och gigantism. 
Han dog den 22 september 2010 till följd av sin diabetes. Det argentinska basketförbundet (CABB) donerade pengar och medicin till honom under de sista åren.